# 南竹叶环根芹
南竹叶环根芹（学名：Cyclorhiza major）为伞形科环根芹属下的一个种。是中国的特有植物。分布在中国大陆的云南、四川、西藏等地，生长于海拔1,800米至3,600米的地区，多生于高山松、竹林下、栎及灌丛草地。

## 异名
- Cyclorhiza waltonii (Wolff) Sheh et Shan var. major Sheh et Shan
- Cyclorhiza waltonii (Wolff) Sheh et Shan var. major Shen et Shan

## 扩展阅读
維基物種上的相關：南竹叶环根芹